# Portada/efemèride febrer 18
Mór Jókai
« 17 de febrer · 18 de febrer · 19 de febrer »